# کلیسای جامع سنت جیمز (تورنتو)
کلیسای جامع سنت جیمز (انگلیسی: Cathedral Church of St. James) یک کلیسای جامع انگلیسی در مرکز شهر تورنتو، انتاریو، کانادا است.